# أدريان تشايلز
أدريان تشايلز (بالإنجليزية: Adrian Chiles) هو مذيع ومقدم تلفزيوني وصحفي وكاتب بريطاني، ولد في 21 مارس 1967 في Quinton, Birmingham ‏ في المملكة المتحدة.

## وصلات خارجية
- أدريان تشايلز على موقع IMDb (الإنجليزية)
- أدريان تشايلز على موقع قاعدة بيانات الفيلم (الإنجليزية)